# 第2世代ジェット戦闘機

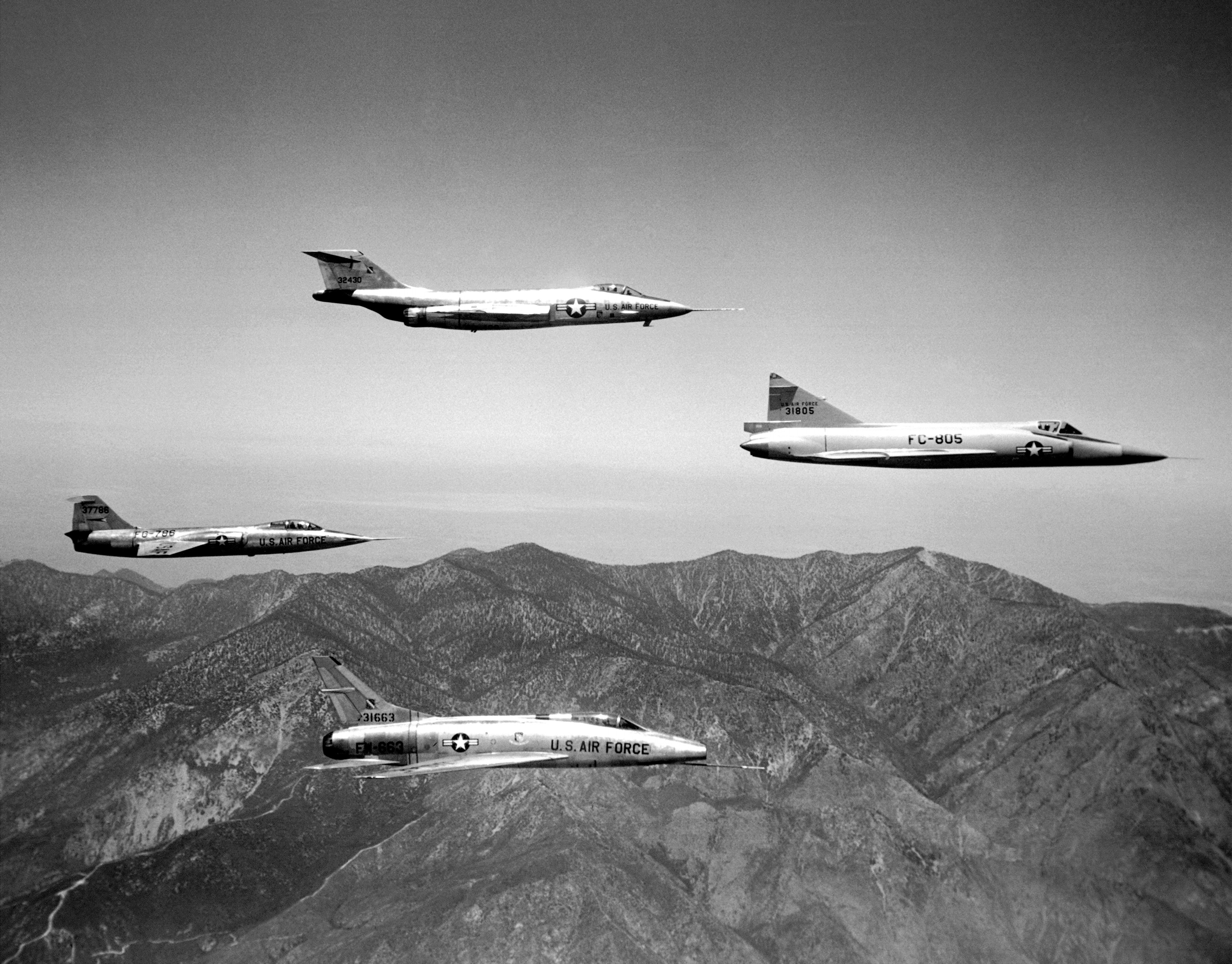
F-100,F-101,F-102,F-104 (センチュリーシリーズ)

第2世代ジェット戦闘機（だい2せだいジェットせんとうき、英語:second generation jet fighter）とは、1950年代に登場した初期の超音速ジェット戦闘機の事をいう。1960年代までのジェット戦闘機がこれに分類される。
アメリカ合衆国のF-100 スーパーセイバーは史上初の実用超音速ジェット戦闘機である。これ以降に登場した超音速ジェット戦闘機が第2世代として分類される。1960年代から徐々に第3世代へと移行するが、その区別は曖昧である。
アメリカ製戦闘機の場合は、空軍のセンチュリーシリーズと同時期の海軍戦闘機が第2世代に分類され、それより後の戦闘機は第3世代に分類される。
防衛省の認識では、超音速飛行が可能で、レーダーを搭載したジェット戦闘機が第2世代戦闘機としている。

## 第2世代ジェット戦闘機
アメリカ合衆国
- F-100 スーパーセイバー
- F-101 ヴードゥー
- F-102 デルタダガー
- F-104 スターファイター
- F-105 サンダーチーフ
- F-106 デルタダート
- F-8 クルセイダー
- F-11 タイガー

 ソビエト連邦
- MiG-19
- MiG-21F
- Su-7
- Su-9
- Su-11

 イギリス
- シービクセン
- ジャベリン
- シミター
- スイフト
- ライトニング

 フランス
- エタンダール IV
- シュペルミステール
- ミラージュ III

 イタリア
- G.91

 スウェーデン
- サーブ 32 ランセン
- サーブ 35 ドラケン

 中国
- J-6
- J-7

 インド
- HF-24 マルート

 イスラエル
- ネシェル